# Коцюба Гордій Максимович
Горді́й Макси́мович Коцю́ба (справжнє прізвище Коцегу́б; 2 (14) січня 1892, хутір Костів Валківського повіту, нині село Валківського району Харківської області — † 17 грудня 1938, Харків, тюрма НКВД СССР) — український письменник доби розстріляного відродження. Член літературних організацій Спілка пролетарських письменників «Гарт» (1923—1925), ВАПЛІТЕ (1925—1927), «Пролітфронт» (1930—1931).
Жертва сталінського терору.

## Життєпис
Народився в сім'ї селянина. Після трирічної народної школи працював писарем у канцеляріях. Екстерном склавши іспити за вісім класів гімназії, вступив на юридичний факультет Петербурзького університету, який закінчив 1917 року. Член Української партії соціялістів-революціонерів (боротьбистів) (жовтень 1917 — травень 1918), Української комуністичної партії (1918—1920). З жовтня 1921 року кілька місяців працював у пресбюро радянського посольства у Варшаві. Один із фундаторів і редакторів журналу «Шляхи мистецтва» (Харків, 1921—1923). Працював у редакціях газет і журналів.
21 березня 1938 року заарештований органами ГПУ, 17 грудня 1938 року військовий трибунал Харківського військового округу засудив його до розстрілу.
Реабілітований посмертно 1957 року.

## Творчість
Друкувався з 1919 року. Був членом літературних організацій Спілка пролетарських письменників «Гарт» (1923—1925), ВАПЛІТЕ (1925—1927), «Пролітфронт» (1930—1931), СРПУ (тепер — НСПУ) (1934—1938).
У ранніх збірках оповідань «На межі» (1924), «Свято на буднях» (1927), «Змова масок» (1929) писав про внутрішню роздвоєність людини, про суперечність, що існує між революційним обов'язком і людяністю, за що дістав осуд офіційної критики. За основу роману «Нові береги» (1936) узяв конкретику з життя будівників Дніпрогесу, які проходили там «соціалістичну академію» й подавали приклади творчого героїзму.
У романі «Перед грозою» (1937) на прикладі криворізьких рудокопів художньо відтворив розвиток робітничого руху напередодні Першої світової війни.

## Видання
- На межі. 4 новели. — Харків, 1924.
- Біля гудків. — Харків, 1925.
- Свято на буднях — Харків, 1927.
- Без ґрунту. — Харків, 1929.
- Змова масок. — Харків, 1929.
- Чекання. — Харків, 1929.
- За заслоною. — Харків, 1930.
- Бронзові люди. — Харків, 1931; рос. пер.: Бронзовые люди. Москва; Ленинград, 1932.
- Дніпрові саги. Новели Дніпрельстану. — Харків, 1931.
- На терезах: Вибрані новели. — Харків, 1931.
- Облога шахти. — Харків; Дніпропетровськ, 1931.
- Хома з невірів. — Харків; Дніпропетровськ, 1931.
- Змагання. — Харків, 1932.
- Нові береги. — Харків, 1932; 2-ге вид. — Харків, 1933; 3-тє вид.: кн. 1 — Київ; Харків, 1936; кн. 2 — Київ; Харків, 1937; рос. пер.: Новые берега. Кн. 1. Москва, 1934; Новые берега: Роман. — Москва, 1937.
- Майстер кухля. — Харків; Київ, 1933.
- Золоті хліба. З роману «Родючість». — Харків, 1934.
- Родючість. — Харків, 1934.
- Золотое руно. — Москва, 1934.
- Твори. Харків; Київ, 1934.
- Перед грозою. — Київ, 1934.
- Нові береги. — Київ, 1959; Київ, 1967; Київ, 1972.
- Дорогой борьбы: Роман и рассказы. — Москва, 1961.
- Коцюба Г. Нові береги: роман. Кн. 1 / Гордій Коцюба. — 3-тє виправл. вид. — Київ: Держ. літ. вид-во, 1936. — 301 с. : іл.
- Коцюба Г. На терезах: вибр. новели / Гордій Коцюба. — Харків: Літ. і мистецтво, 1931. — 259 с.
- Коцюба Г. Майстер кухля: оповідання / Гордій Коцюба. — Харків ; Київ: Літ. і мистецтво, 1933. — 50 с.
- Коцюба Г. Золоті хліба: з роману «Родючість» / Г. Коцюба. — Харків: Літ. і мистецтво, 1934. — 78 с. — (Художня бібліотека колгоспної бригади).
- Коцюба Г. Дорогою змагань / Г. Коцюба. — Харків: Літ. і мистецтво, 1932. — 55 с. — (Масова художня бібліотечка).
- Коцюба Г. Дніпрові саґи: новелі Дніпрельстану / Гордій Коцюба. — Б. м. : Рух, 1931. — 190 с.
- Коцюба Г. Твори / Гордій Коцюба. — Харків ; Київ: Літ. і мистецтво, 1934. — 242 с.